# Friedhof Feldmoching

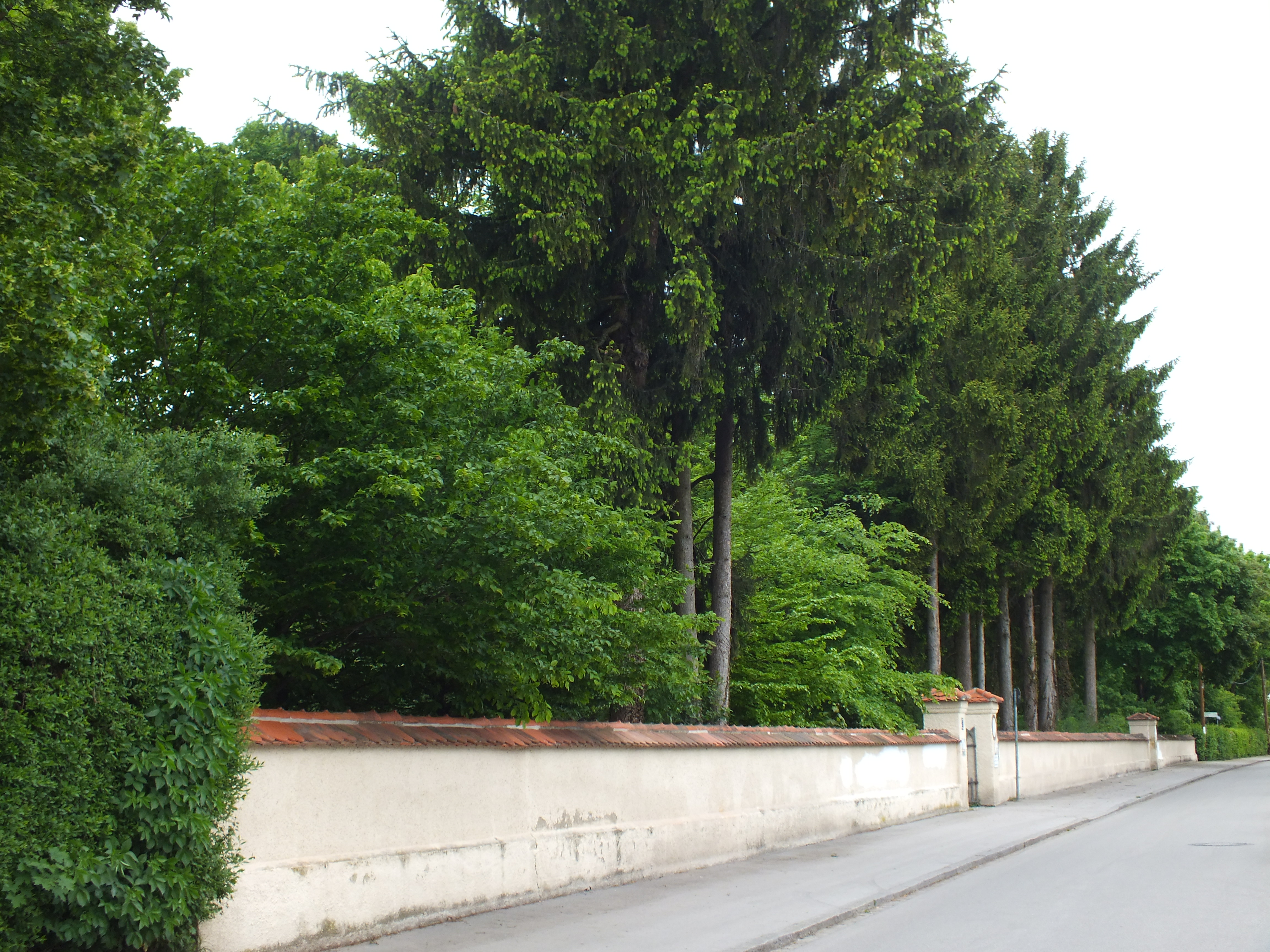
Friedhof Feldmoching

Der Friedhof Feldmoching wurde 1929 als Friedhof der damals noch eigenständigen Gemeinde Feldmoching eingeweiht. Im Rahmen der Eingemeindung zur Stadt München wurde der Friedhof 1938 von der städtischen Friedhofsverwaltung übernommen.
Der Friedhof wurde direkt neben der Feldmochinger Kirche St. Peter und Paul angelegt. Die Aussegnungshalle befindet sich auf dem Friedhofsgelände, das komplett von einer Mauer umgeben ist.

## Graberwerb
Da die Aufnahmekapazitäten des Friedhofs beschränkt sind und er ein ehemaliger Gemeindefriedhof ist, gelten besondere Voraussetzungen für den Erwerb einer Grabstätte:
- eine freie Grabstätte, die in den Aufteilungsplänen ausgewiesen ist
- ein aktueller Sterbefall
- der Verstorbene bzw. der Erwerber des Grabnutzungsrechts müssen zum Zeitpunkt des Todesfalles mindestens 20 Jahre im Stadtbezirk 24 gelebt haben.

## Gräber bekannter Persönlichkeiten
- Werner Schmidt-Boelcke, Komponist und Dirigent, 1903–1985
- Jury Sabaleuski, belarussischer politischer Aktivist, 1889–1957[1]
- Jury Siańkouski, öffentlicher Aktivist, Journalist, 1926–1995
- Gerhard Sterr, Bandleader und Jazzmusiker, 1933–2011